# Sanchonuño
Sanchonuño è un comune spagnolo di 797 abitanti situato nella comunità autonoma di Castiglia e León.